# Heterolocha rosearia
Heterolocha rosearia là một loài bướm đêm trong họ Geometridae.